# Участие Буркина-Фасо в операции ООН в Мали
Участие Буркина-Фасо в операции ООН в Мали — одна из операций вооружённых сил Буркино-Фасо за пределами страны.

## История
После военного переворота в Мали весной 2012 года, 11 января 2013 года Франция начала на территории страны военную операцию «Сервал».
Правительство Буркина-Фасо принимало участие в этой операции с января 2013 года. Первое подразделение из 150 военнослужащих перешло границу и заняло город Маркала до появления на территории Мали войск из других государств Африки; к 15 января 2013 года 500 военнослужащих были отправлены на территорию Мали и ещё 500 военнослужащих - размещены вдоль границы между Мали и Буркина-Фасо (они находились на блок-постах, оборудованных на дорогах и патрулировали местность в приграничных районах).
17 января 2013 года Евросоюз выделил финансовую помощь в размере 50 млн. евро для всех африканских стран, отправивших свои войска в Мали.
25 апреля 2013 года Совет Безопасности ООН принял резолюцию № 2100 о проведении комплексной операции по стабилизации обстановки в Мали (MINUSMA).
Правительство Буркина-Фасо согласилось продолжить участие в операции и войска остались в Мали (в основном, в центральных районах Мали и приграничных районах с Буркина-Фасо). 
6 июля 2013 года власти Мали отменили чрезвычайное положение, но после того, как в августе 2013 года правительство Нигерии вывело из Мали свой миротворческий контингент (1200 военнослужащих), общая численность войск ООН сократилась (до 5800 человек к 2014 году) и обстановка в стране осложнилась. Руководство ООН обратилось с просьбой к мировому сообществу выделить в Мали дополнительные силы. В дальнейшем, подразделения Буркина-Фасо стали одним из крупнейших компонентов войск ООН на территории Мали.
16 августа 2014 года смертник на пикапе с зарядом взрывчатки взорвал себя возле базы войск ООН на окраине населенного пункта Бер (в 60 км от Тимбукту). Погибли два и были ранены 7 миротворцев ООН (оба погибших являлись гражданами Буркина-Фасо).
14 апреля 2018 года свыше 30 боевиков атаковали военную базу сил ООН "Super Camp" в районе аэропорта Тимбукту - сначала базу обстреляли из миномётов, затем окружавшая базу стена была проломлена взрывами двух автомашин со взрывчаткой, после чего на территорию базы попыталась проникнуть группа из примерно 30 боевиков, одетых в военную форму, напоминавшую униформу военнослужащих войск ООН и армии Мали. Находившиеся на базе военнослужащие MINUSMA (из Франции, Буркина-Фасо и США) вступили с бой с нападавшими, на помощь им прилетел вертолёт MD 500 сальвадорского контингента, но экипаж не смог оказать помощь, так как у них не получилось идентифицировать защитников базы и атакующих боевиков. Потери сил ООН составили 1 человека убитым из контингента Буркина-Фасо и 7 человек (в том числе, два военнослужащих США) ранеными; также были ранены четверо военнослужащих Франции, не входившие в состав сил ООН. Потери нападавших составили 15 человек убитыми.
27 октября 2018 года группа боевиков на нескольких пикапах атаковала базу ООН в селении Бер, обстреляв её из гранатомётов и автоматического оружия. Погибли два и были ранены 11 военнослужащих миротворческого контингента ООН (граждане Буркина-Фасо).
30 июня 2023 года Совет Безопасности ООН единогласно принял резолюцию о завершении миссии ООН в Мали.

## Потери
По официальным данным ООН, за период с начала операции 25 апреля 2013 года до 30 июня 2023 года в ходе операции MINUSMA в Мали погибли 311 миротворцев ООН (в том числе 27 граждан Буркина-Фасо). Также имелись потери ранеными и травмированными.